# Oshunia
Oshunia is een geslacht van uitgestorven straalvinnige beenvissen dat leefde tijdens de Albien. Fossielen van het geslacht werden gevonden in de Romualdo-formatie van het Araripe-bekken, in het noordoosten van Brazilië. Andere auteurs kennen een Cenomanische leeftijd toe aan de vis.
De typesoort Oshunia brevis werd in 1986 benoemd door Sylvie Wenz en Alexander Kellner. De geslachtsnaam verwijst naar Oshun, een riviergodin van de Yorùbá. De soortaanduiding betekent 'de korte' in het Latijn.
Het holotype is MN 5801-V, een compleet skelet op een plaat en tegenplaat. Een half dozijn specimina is later toegewezen.
Oshunia is ruim twintig centimeter lang. Op de rug staat een opvallende hoge maar horizontaal korte driehoekige rugvin. De staartvin is hoog. Het lichaam wordt bedekt door amioïde schubben.